# Bataille de Santa Cruz de Tenerife (1657)
Guerre anglo-espagnole (1654-1660)
La bataille de Santa Cruz de Tenerife fut une opération militaire qui eut lieu le 20 avril 1657 lors de la guerre anglo-espagnole de 1654-1660, et au cours de laquelle une flotte anglaise sous les ordres de l'amiral Robert Blake attaqua une flotte des Indes espagnole qui devait déposer le produit de sa cargaison à Santa Cruz de Tenerife, aux îles Canaries. La plupart des vaisseaux marchands espagnols furent coulés, et un bon nombre, pris par les Anglais, furent brûlés par ceux-ci.

## Sources et références
- (en) R. C. Anderson, Naval wars in the Levant 1559–1853, 1952 (ISBN 978-1-57898-538-8).
- (en) Joseph Allen, Battles of the British Navy, vol. 1, Londres, H. G. Bohn., 1852 (lire en ligne).
- (en) John Barratt, Cromwell's Wars at Sea, Barnsley, Pen & Sword Military, 2006, 208 p. (ISBN 978-1-84415-459-3).
- (es) Jerónimo de Barrionuevo, Avisos de D. Jerónimo de Barrionuevo (1654–1658), Vol. III. Madrid: Tello, 1893.
- (en) Bernard Capp, Cromwell's Navy : The Fleet And the English Revolution, 1648–1660, Oxford University Press, 1989 (ISBN 978-0-19-820115-1).
- (en) Sir William Laird Clowes, The Royal Navy: a History from the Earliest Times to the Present, Vol. II. London: Sampson Low, Marston and Company, 1898.
- (en) Sir Julian Stafford Corbett, England in the Mediterranean 1603-1713, Vol. I, London: Longmans, Green, and Co, 1904.
- (es) Cesáreo Fernández Duro, Armada Española desde la unión de los reinos de Castilla y Aragón vol. V. Madrid: Sucesores de Rivadeneyra, 1900.
- (en) C.H. Firth, The Last Years of the Protectorate, Vol. I, London: Longmans, Green, and Co, 1909.
- (en) Brian Lavery, The ship of the line, vol. 1 : The development of the battlefleet, 1650-1850, London, Conway Maritime Press, 1983, 224 p. (ISBN 978-0-851-77252-3).
- (en) John Rowland Powell, Robert Blake : General-At-Sea, Collins, 1972 (ISBN 978-0-00-211726-5).